# New Dress
«New Dress» es una canción del grupo inglés de música electrónica Depeche Mode compuesta por Martin Gore, publicada en el álbum Black Celebration de 1986.

## Descripción
En un álbum que se distinguió por cierta diversidad como lo fuera Black Celebration, New Dress resultó el tema meramente techno pop, con una musicalización sólo sintética, percusión de la caja de ritmos, una letra descarada y provocativa, aunque de muy breve duración.
Tras haber realizado un álbum lacerante para las conciencias conservadoras de la Gran Bretaña con Some Great Reward, DM experimentó de nuevo con New Dress en la temática crítica de su tiempo, en este caso con la realidad de los crímenes y toda la descomposición social que reflejan comparada con la frivolidad de un tabloide.
En las estrofas la voz de David Gahan reseña hechos delictivos, expectativas de gobierno, la pobreza de un discurso estatal, mientras en el coro repite con la voz electrónicamente distorsionada “Princess Di is wearing a New Dress”, la Princesa Diana estrena un Nuevo Vestido, y para los estribillos incluso se meten de refilón en política clamando que no se puede cambiar al mundo, pero se pueden cambiar los hechos, al cambiar los hechos se cambian los puntos de vista, y al cambiar los puntos de vista se puede cambiar de voto, y al cambiar de voto es que se puede cambiar el mundo. Una diatriba desenfadada pero punzante, tomando en el coro a un personaje público miembro de la realeza británica apreciada por el pueblo, lo cual aunque bien pudo volverlo un tema incómodo en los hechos no generó un particular escándalo como sucediera con los temas de Some Great Reward.
Pocos años después, en 1997, la Princesa Diana falleció en un accidente de tránsito, y aunque el tema de DM no volvió a ser mencionado, y es probable que no sea retomado por el mismo motivo, dado el evidente apoliticismo del grupo y por respeto a la memoria del personaje.
Aunque de sentido muy crítico, es un tema bailable, de los últimos de DM sentados sobre la artificialidad de su melodía. La conjunción de sus elementos, lo hacen un ejercicio puramente de synth pop, pese a que no deja concesiones en su letra.
Está constituido por primera estrofa, coro, segunda estrofa, coro, estribillo, tercer estrofa, coro y nuevamente estribillo para concluir repitiendo el coro, el cual se caracteriza por la voz distorsionada de Gahan, efecto a la postre pocas veces reutilizado por DM, pero reciclado de modo esporádico por otros músicos de subgéneros electrónicos; tal vez su mayor y distintivo aporte.

## En directo
La canción se interpretó sólo durante la correspondiente gira Black Celebration Tour, aunque en todas las fechas. La ejecución se llevaba a cabo idéntica a como aparece en el álbum, totalmente electrónica, aunque la segunda voz la hacía Andrew Fletcher, lo cual ya de por sí es raro en DM.
En años recientes es difícil que el tema vuelva a ser reincorporado en conciertos del grupo, pues desde su presentación no fue el más publicitado del álbum, además de lo impertinente que resultaría debido a la estima en que los ingleses tenían a la Princesa Diana.
- Datos: Q6041464